# Wojewodowie mścisławscy
Wojewodowie mścisławscy – wojewodowie województwa mścisławskiego w okresie I Rzeczypospolitej.
- 1566–1578 Jurij Juriewicz Ościk
- 1578–1593 Paweł Pac
- 1593–1595 Hieronim Juriewicz Chodkiewicz
- 1595–1596 Stanisław Mikołajewicz Narbut
- 1596–1599 Jan Kieżgajło Zawisza
- 1600–1605 Piotr Moniwid Dorohostajski
- 1605–1611 Andrzej Iwanowicz Sapieha
- 1611–1614 Eustachy Jan Tyszkiewicz
- 1614–1617 Aleksander Hołowczyński
- 1617–1621 Marcin Giedrojć
- 1621–1626 Janusz Tyszkiewicz Skumin
- 1627–1636 Mikołaj Kiszka
- 1636–1639 Krzysztof Kiszka
- 1639–1643 Józef Korsak Głębocki
- 1643–1647 Mikołaj Abramowicz
- 1647–1650 Fryderyk Sapieha
- 1650–1659 Hrehory Drucki Horski
- 1659–1672 Mikołaj Walerian Ciechanowiecki
- 1672–1681 Jan Jacek Ogiński
- 1681–1685 Szymon Karol Ogiński
- 1685–1698 Aleksander Jan Mosiewicz
- 1698–1713 Michał Dowmont Siesicki
- 1714–1730 Jan Stefan Tyzenhauz
- 1730–1731 Krzysztof Dominik Puzyna
- 1732 Jerzy Stanisław Sapieha
- 1735 Kazimierz Niesiołowski
- 1735–1737 Kazimierz Chłusiewicz
- 1737–1742 Michał Józef Massalski
- 1742–1750 Jerzy Felicjan Sapieha
- 1750–1758 Ignacy Sapieha
- 1758–1770 Konstanty Ludwik Plater
- 1770–1786 Józef Jerzy Hylzen
- 1786–1788 Tadeusz Billewicz
- 1788–1793 Franciszek Ksawery Chomiński